# Płonia (Stettin)
Płonia  (deutsch Buchholz) ist eine Ortslage in der Stadt Stettin in der polnischen Woiwodschaft Westpommern. Buchholz war bis 1939 ein eigenständiges Dorf und wurde dann nach Stettin eingemeindet.

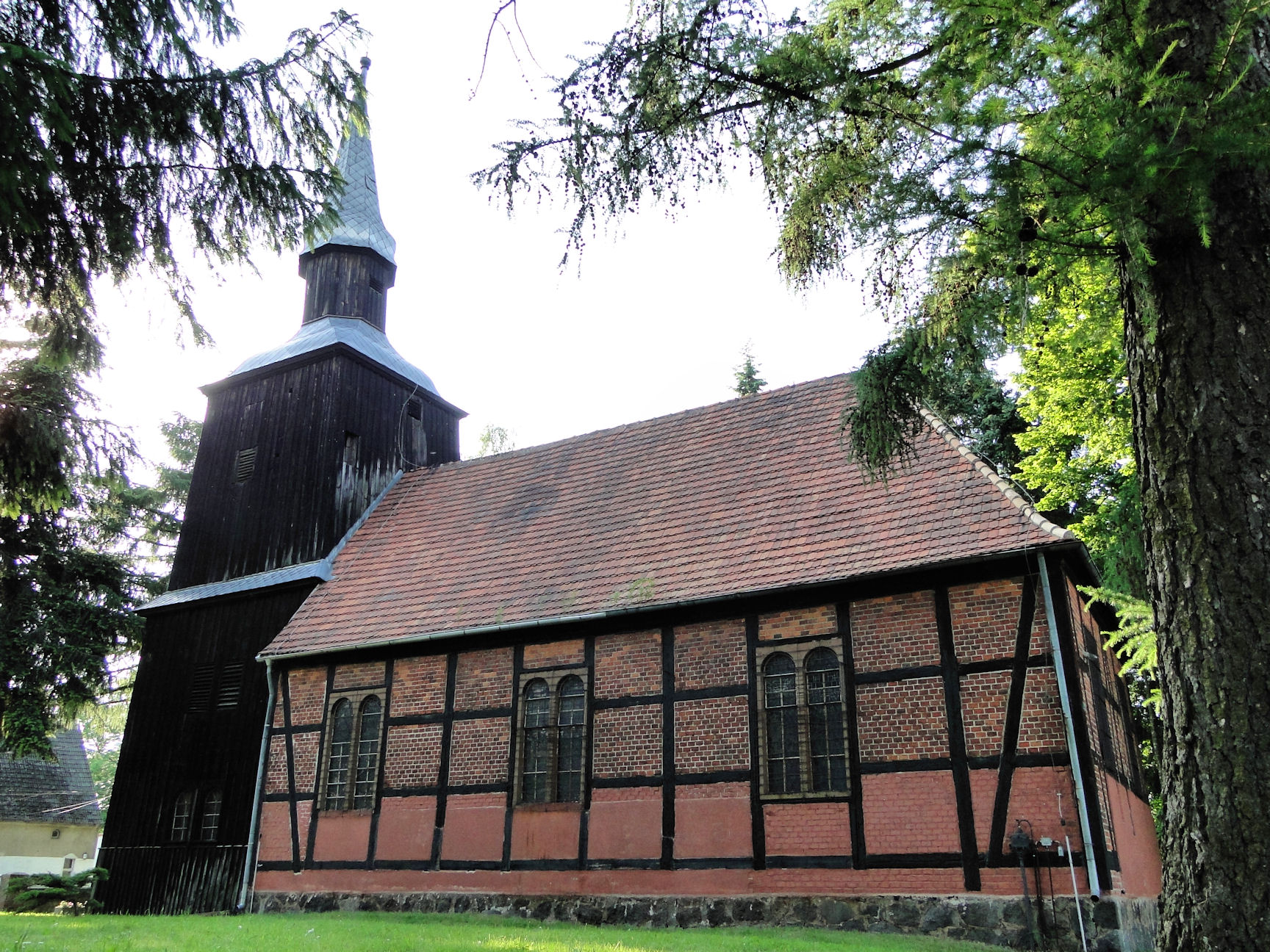
Dorfkirche, bis 1945 Gotteshaus der evangelischen Gemeinde Buchholz

## Geographische Lage
Die Ortschaft liegt in Hinterpommern, etwa zwanzig Kilometer nordöstlich von Gryfino (Greifenhagen), 13 Kilometer südöstlich des Stadtzentrums von Stettin und sechs Kilometer südöstlich von Dąbie (Altdamm).

## Geschichte

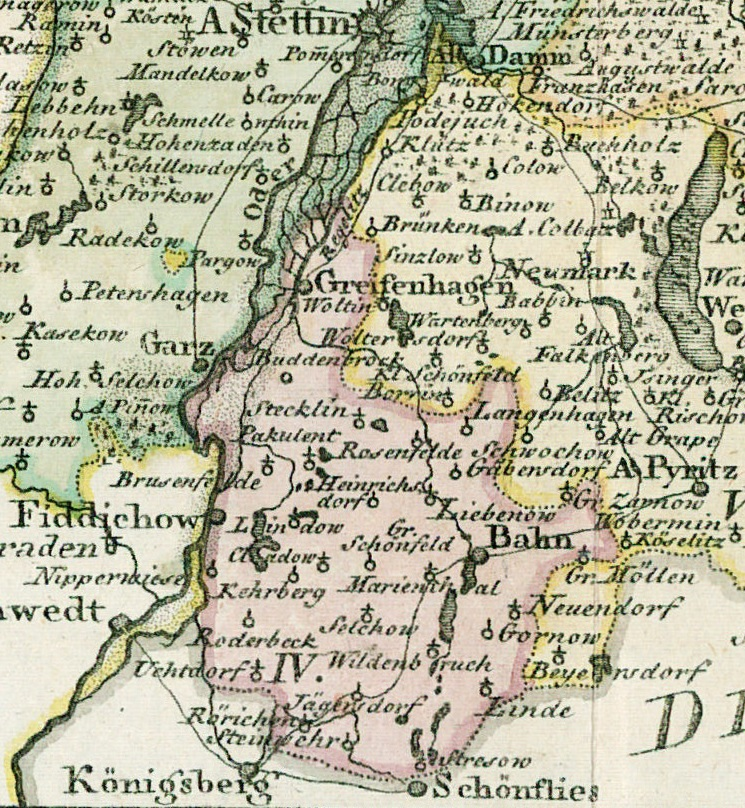
Buchholz südöstlich von Stettin und nordöstlich von Greifenhagen auf einer Landkarte des 18. Jahrhunderts

Bei Buchholz sind Artefakte einer heidnischen Begräbnisstätte gefunden worden. Das Dorf Buchholz, seit 1274 Bucholt genannt,  gehörte früher dem Kloster Kolbatz.

Buchholz (Bockholtz) südsüdöstlich des Stettiner Haffs, südöstlich von Stettin und südwestlich der Stadt Damm (Damme) an der rechten Seite der Oder und südlich der Plöne, auf der Lubinschen Karte von 1618 (Ausschnitt), auf der auch etliche ehemalige Eigentumsortschaften des Klosters Kolbatz in der Umgebung eingezeichnet sind, zu denen Buchholz und die Stadt Damm (einschließlich Fischereirechten im Dammschen See) ebenfalls gehört hatten.

Im Jahr 1925 hatte Buchholz eine Gemarkungsfläche von 8,8 km² und 1399 Einwohner (darunter 1381 Evangelische), die in 374 Haushaltungen lebten. Das Dorf hatte um 1930 fünf Wohnplätze:
- Buchholz
- Forsthaus Buchholz
- Haltestelle Königsweg
- Hohenkrug
- Kleinbahnhof Hohenkrug-Buchholz

1933 und 1939 hatte Bucholz 1968 bzw. 2624 Einwohner.
Bis 1939 gehörte Buchholz zum Landkreis Greifenhagen im Regierungsbezirk Stettin der preußischen Provinz Pommern des Deutschen Reichs. Buchholz war dem Amtsbezirk Hohenkrug zugeordnet. Am 10. Oktober 1939 wurde Buchholz in die Stadt Stettin eingemeindet.
Gegen Ende des Zweiten Weltkriegs wurde die Region von der Roten Armee besetzt. Nach Einstellung der Kampfhandlungen wurde Bucholz mit Stettin und ganz Hinterpommern mit Ausnahme militärischer Sperrgebiete seitens der sowjetischen Besatzungsmacht der Volksrepublik Polen zur Verwaltung überlassen. Anschließend wanderten Polen zu. Buchholz wurde in „Płonia“ umbenannt. In der Folgezeit wurde die einheimische Bevölkerung von der polnischen Administration aus Bucholz vertrieben.